# Toledsko Kraljevstvo (kastiljska kruna)
Toledsko Kraljevstvo bila je državna tvorevina na Pirenejskom poluotoku koja je postojala od pada toledske taife 25. svibnja 1085. godine, kad je Alfons VI. Hrabri od Leona i Kastilje zauzeto to područje. Ova je kraljevina Kraljevine Kastilje postojala do upravnog preuređenja i nove teritorijalne podjele španjolske države 20. studenoga 1833. godine. 